# Salym
Salym (Russisch: Салым) is een nederzetting met stedelijk karakter in het district Neftejoeganski in het zuidoosten van het Russische autonome district Chanto-Mansië van de oblast Tjoemen. De plaats ligt op het West-Siberisch Laagland aan de rivier de Lev (zijrivier van de Bolsjoj Salym, stroomgebied van de Ob) en het meer Bolsjoj Syrkovy Sor. Ten noordwesten van de plaats ligt het Bolotnojemeer (ook Itsjtsjitochmeer). In 2002 woonden er 5.497 mensen, waarvan 56 behorende tot de Inheemse volken van het Russische Noorden.
Onder het bestuur van de selskoje poselenieje van de plaats vallen ook de nederzettingen KS-6 en Sivys-Jach. Tot 1991 viel ook Koet-Jach onder jurisdictie van de plaats, maar vormt sindsdien een eigen selsovjet/selskoje poselenieje.

## Geschiedenis
Voordat de Russen de plaats bereikten werd deze al zeer lange tijd bewoond door Chanten, die het de Kintoesovskieje joerty ("Kintoes joerten") noemden. Tijdens de collectivisatie verrees er een kolchoz in de jaren 50 en 60 van de 20e eeuw, waarbij veel Chanten gedwongen werden om uit hun dorp naar de steden te trekken.
De naam van Salym is afgeleid van het Ostjaakse (Chantische) Solchem, hetgeen zo iets als "creëren", "in het leven roepen".
Salym ontstond tussen 1968 en 1970 als een station aan de spoorlijn van Tobolsk naar Soergoet. Arbeiders legden er een weg naartoe en bouwden de eerste houten huizen. De eerste straat van de toekomstige plaats werd Strojtelnaja ("gebouwd") gedoopt. In 1972 vormde Salym een eigen selsovjet. Eind jaren 70 kreeg Salym de status van posjolok. Jarenlang bestond de plaats alleen uit houten huizen, maar de laatste jaren verrezen ook stenen appartementscomplexen naast houten cottages. Ook is er onlangs een Russisch-orthodoxe Petrus- en Pauluskerk gebouwd.
De plaats telt nu tussen de 5.500 en 6.000 inwoners verspreid over 6 microdistricten: PMK, Vremenka, Leschoz, Transportnaja Razvjanka, Chrsoe en Postojanka. De plaats heeft nu meerdere scholen (waaronder een muziekschool), een bibliotheek, ziekenhuis en een sportcomplex.

## Economie
De plaats is gericht op de aardolie-industrie (Salym-aardolieveld), die sinds 1996 in handen is van een consortium van bedrijven onder de naam Salym Petroleum Development NV (SPD), waarin Shell een aandeel van 50% heeft. In 2006 produceerde het Salym-olieveld 50.000 vaten per dag, hetgeen in 2008 moet zijn opgelopen tot het dubbele. Het Salym-olieveld en Sachalin-2 vormen de grootste projecten van Shell in Rusland. Een ander bedrijf in de stad is een bedrijf voor bosbeheer in Chanto-Mansië, dat haar werk begon in 1976 en een bosareaal van 1,2 miljoen hectare tot zijn beschikking heeft.